# Paavo Yrjölä
Paavo Ilmari Yrjölä (Hämeenkyrö, 18 juni 1902 – aldaar, 11 februari 1980), bijgenaamd de Beer van Hämeenkyrö (Hämeenkyrön karhu), was een Finse meerkamper. Op de tienkamp werd hij olympisch kampioen en drievoudig Fins kampioen. Van 1926 tot 1930 had hij ook het wereldrecord in handen op deze discipline. Hij nam driemaal deel aan de Olympische Spelen en won hierbij één gouden medaille.
Yrjölä werd geboren in atletiekfamilie. Zijn oudere broer Iivari Yrjölä deed ook aan tienkamp, en zijn zoon Matti Yrjölä was een succesvol kogelstoter.
Yrjölä nam aan de Olympische Spelen van 1924 in Parijs deel en behaalde daar een negende plaats bij de tienkamp. Vier jaar later behaalde hij zijn grootste prestatie van zijn sportcarrière. Hier moest hij de 110 m horden overlopen, omdat bij de eerste loop de vierde horde foutief geplaatst was.
Op de Olympische Spelen van 1928 in Amsterdam veroverde Yrjölä met 8053,290 punten een gouden medaille. Zijn landgenoot Akilles Järvinen won het zilver. Hij nam ook deel aan het kogelstoten waarbij hij een negende plaats behaalde. Op 10 juli 1930 verbeterde hij in Aalborg zijn persoonlijke record naar 8.117 p. Bij zijn laatste olympische deelname, de Olympische Spelen van Los Angeles werd hij zesde op de tienkamp.

## Titels
- Olympisch kampioen tienkamp - 1928
- Fins kampioen tienkamp - 1925, 1926, 1927

## Persoonlijke records
- 100 m: 11,6 s
- verspringen: 6,76 m
- kogelstoten: 14,72 m (1930)
- hoogspringen: 1,87 m (1924)
- 400 m: 51,9 s
- 110 m horden: 15,5 s
- discuswerpen: 43,26 m
- polsstokhoogspringen: 3,30 m
- speerwerpen: 62,15 m
- 1.500 m: 4.26,8
- tienkamp: 6.700 p / 8.117 p (1930)
- vijfkamp: 3.532 p

## Wereldrecords
| Punten Oud / Nieuw   | Datum                | Plaats               | Resultaten                                                             |
| Puntentabel uit 1920 | Puntentabel uit 1920 | Puntentabel uit 1920 | Puntentabel uit 1920                                                   |
| -------------------- | -------------------- | -------------------- | ---------------------------------------------------------------------- |
| 7820 / 6460          | 18 juli 1926         | Viipuri              | 11,8 - 6.54 - 13.97 - 1.85 - 52,4 16,9 - 37.31 - 3.30 - 56.70 - 4.41,1 |
| 7995 / 6586          | 17 juli 1927         | Helsinki             | 11,7 - 6.73 - 14.27 - 1.85 - 52,8 16,8 - 40.76 - 3.20 - 57.40 - 4.41,8 |
| 8053 / 6587          | 4 augustus 1928      | Amsterdam            | 11,8 - 6.72 - 14.11 - 1.87 - 53,2 16,6 - 42.09 - 3.30 - 55.70 - 4.44,0 |

## Palmares

### Tienkamp
- 1924: 9e OS - 6,549 p
- 1928:  OS - 8053 p (WR)
- 1932: 6e OS - 7688 p

### Kogelstoten
- 1928: 9e in kwal. OS - 14,01 m

### Hoogspringen
- 1928: 19e in kwal. OS - 1,77 m

1904: Tom Kiely ·
1912: Jim Thorpe ·
1920: Helge Løvland ·
1924: Harold Osborn ·
1928: Paavo Yrjölä ·
1932: James Bausch ·
1936: Glenn Morris ·
1948: Bob Mathias ·
1952: Bob Mathias ·
1956: Milt Campbell ·
1960: Rafer Johnson ·
1964: Willi Holdorf ·
1968: Bill Toomey ·
1972: Nikolaj Avilov ·
1976: Bruce Jenner ·
1980: Daley Thompson ·
1984: Daley Thompson ·
1988: Christian Schenk ·
1992: Robert Změlík ·
1996: Dan O'Brien ·
2000: Erki Nool ·
2004: Roman Šebrle ·
2008: Bryan Clay ·
2012: Ashton Eaton ·
2016: Ashton Eaton ·
2020: Damian Warner ·
2024: Markus Rooth